# Persone di nome Giovanni Battista
| Questa pagina contiene informazioni ricavate automaticamente dalle voci biografiche con l'ausilio del template Bio e di un bot. L'aggiornamento è periodico e automatico e ricostruisce completamente la pagina. Se manca una persona in questa lista, sei pregato di non aggiungerla, ma accertati piuttosto che la sua voce biografica contenga il template Bio e che i dati anagrafici siano correttamente compilati. Se il template Bio manca, inseriscilo tu stesso o, in alternativa, metti l'avviso {{tmp\|Bio}} che ne segnala la mancanza. Se i dati riportati sono sbagliati, correggi direttamente la voce biografica; le modifiche saranno visibili in questa lista entro pochi giorni. Per chiarimenti vedi il progetto biografie. La lista contiene solo le 763 persone che sono citate nell'enciclopedia e per le quali è stato implementato correttamente il template Bio. Pagina aggiornata al 5 apr 2024. |

Questa è una lista di persone presenti nell'enciclopedia che hanno il prenome Giovanni Battista, suddivise per attività principale.

## Abati(1)
- Giovanni Battista a Prato, abate, politico e giornalista italiano (Segonzano, n. 1812 - Trento, † 1883)

## Agronomi(1)
- Giovanni Battista Beltrame, agronomo italiano (Camino di Buttrio)

## Allenatori di calcio(3)
- Giovan Battista Fabbri, allenatore di calcio e calciatore italiano (San Pietro in Casale, n. 1926 - Ferrara, † 2015)
- Giovanni Ignoffo, allenatore di calcio e ex calciatore italiano (Palermo, n. 1977)
- Giovanni Battista Tarò, allenatore di calcio italiano

## Alpinisti(1)
- Tita Piaz, alpinista italiano (Pera di Fassa, n. 1879 - Pera di Fassa, † 1948)

## Ammiragli(1)
- Giovanni Battista Scapin, ammiraglio italiano (Padova, n. 1876 - La Spezia, † 1935)

## Antropologi(1)
- Giovanni Battista Bronzini, antropologo italiano (Matera, n. 1925 - Bari, † 2002)

## Archeologi(5)
- Giovanni Battista Adriani, archeologo, storico e numismatico italiano (Racconigi, n. 1823 - Cherasco, † 1905)
- Giovanni Battista de Rossi, archeologo e epigrafista italiano (Roma, n. 1822 - Castel Gandolfo, † 1894)
- Giovanni Battista Frescura, archeologo italiano (Calalzo di Cadore, n. 1921 - Padova, † 1993)
- Giovanni Battista Giani, archeologo italiano (Golasecca, n. 1788 - Milano, † 1859)
- Giovanni Battista Visconti, archeologo italiano (n. 1722 - † 1784)

## Architetti(40)
- Giovanni Battista Benedetti, architetto italiano (Corneto, n. 1807 - Roma, † 1867)
- Giovan Battista Aleotti, architetto italiano (Argenta, n. 1546 - Ferrara, † 1636)
- Giovanni Battista Aliprandi, architetto italiano (Laino, n. 1665 - Litomyšl, † 1720)
- Giovanni Battista Bassi, architetto, matematico e meteorologo italiano (Pordenone, n. 1792 - Santa Margherita del Gruagno, † 1879)
- Giovanni Battista Belluzzi, architetto e ingegnere militare sammarinese (San Marino città, n. 1506 - Montalcino, † 1554)
- Giovanni Battista Bergonzoni, architetto e francescano italiano (Bologna, n. 1628 - Bologna, † 1692)
- Giovan Battista Bertani, architetto italiano (Mantova, n. 1516 - Mantova, † 1576)
- Giovanni Battista Bianchi, architetto e scultore italiano (Verona, n. 1631 - † 1687)
- Giovanni Battista Borra, architetto e disegnatore italiano (Dogliani, n. 1713 - Torino, † 1786)
- Giovanni Battista Bossi, architetto italiano (Novara, n. 1864 - Milano, † 1924)
- Giovanni Battista Cairati, architetto italiano (Cairate - Goa, † 1596)
- Giovan Battista Campidori, architetto italiano (Faenza, n. 1726 - Faenza, † 1781)
- Giovanni Battista Caporali, architetto, pittore e miniatore italiano (Perugia, n. 1475 - Perugia)
- Giovanni Battista Carducci, architetto e mecenate italiano (Fermo, n. 1806 - Magliano di Tenna, † 1878)
- Giovanni Battista Caretti, architetto, pittore e decoratore italiano (Sant'Agata sopra Cannobio, n. 1803 - † 1878)
- Tita Carloni, architetto e politico svizzero (Rovio, n. 1931 - Mendrisio, † 2012)
- Giovan Battista Castello, architetto, pittore e stuccatore italiano (Gandino - Madrid, † 1569)
- Giovanni Battista Della Porta, architetto e scultore italiano (Porlezza, n. 1542 - Roma, † 1597)
- Giovanni Battista Giovenale, architetto italiano (Roma, n. 1849 - Roma, † 1934)
- Giovanni Battista Gisleni, architetto italiano (Roma, n. 1600 - Roma, † 1672)
- Giovanni Battista Lantana, architetto italiano (Brescia, n. 1573 - Brescia, † 1627)
- Giovanni Battista Lonate da Birago, architetto italiano (Birago)
- Giovanni Battista Magnani, architetto italiano (Parma, n. 1571 - Parma, † 1653)
- Giovanni Battista Manni, architetto, ingegnere e urbanista italiano (Napoli - Napoli, † 1728)
- Giovanni Battista Marchetti, architetto italiano (Predore, n. 1686 - Brescia, † 1758)
- Giovanni Battista Marconi, architetto italiano (Mantova, n. 1755 - Mantova, † 1825)
- Giovanni Battista Martinelli, architetto austriaco (Vienna, n. 1701 - Vienna, † 1754)
- Giovanni Battista Meduna, architetto italiano (Venezia, n. 1800 - Venezia, † 1886)
- Giovan Battista Nelli, architetto italiano (Firenze, n. 1661 - Firenze, † 1725)
- Giovanni Battista Orsi, architetto italiano (San Fedele Intelvi, n. 1600 - Boemia, † 1641)
- Giovanni Battista Quadrio, architetto italiano (Milano, n. 1659 - † 1722)
- Giovanni Battista di Quadro, architetto svizzero (Lugano - Poznań)
- Giovanni Battista Resasco, architetto italiano (Genova, n. 1798 - Genova, † 1872)
- Giovanni Battista Sacchetti, architetto italiano (Torino, n. 1690 - Roma, † 1764)
- Giovanni Battista Scapitta, architetto italiano (Moncalvo, n. 1653)
- Giovanni Battista Schellino, architetto italiano (Dogliani, n. 1818 - Dogliani, † 1905)
- Giovanni Battista Soria, architetto italiano (n. 1581 - † 1651)
- Giovanni Battista del Tasso, architetto e scultore italiano (Firenze - † 1555)
- Giovanni Battista Vaccarini, architetto italiano (Palermo, n. 1702 - Milazzo, † 1768)
- Giovanni Battista Vergani, architetto italiano (Verdello, n. 1788 - Pavia, † 1865)

## Arcivescovi(1)
- Giovanni Battista Braschi, arcivescovo e storico italiano (Cesena, n. 1656 - Roma, † 1736)

## Arcivescovi cattolici(18)
- Giovanni Battista Agucchi, arcivescovo cattolico e scrittore italiano (Bologna, n. 1570 - San Salvatore, † 1632)
- Giovanni Battista Anguisciola, arcivescovo cattolico e diplomatico italiano (Piacenza, n. 1643 - † 1707)
- Giovanni Battista Bosio, arcivescovo cattolico italiano (Concesio, n. 1892 - Chieti, † 1967)
- Giovanni Costantini, arcivescovo cattolico italiano (Castions di Zoppola, n. 1880 - Roma, † 1956)
- Giovanni Battista da Dovara, arcivescovo cattolico italiano (Isola Dovarese, n. 1590 - Reggio Emilia, † 1659)
- Giovanni Battista Ferrero, arcivescovo cattolico italiano (Pinerolo - Torino, † 1627)
- Giovanni Marchetti, arcivescovo cattolico italiano (Empoli, n. 1753 - Empoli, † 1829)
- Giovanni Battista Marenco, arcivescovo cattolico italiano (Ovada, n. 1853 - Torino, † 1921)
- Giovanni Battista Naselli, arcivescovo cattolico italiano (Napoli, n. 1786 - Palermo, † 1870)
- Giovanni Battista Parretti, arcivescovo cattolico italiano (Castello di Signa, n. 1779 - Pisa, † 1851)
- Giovanni Battista Peruzzo, arcivescovo cattolico italiano (Molare, n. 1878 - Le Rocche di Molare, † 1963)
- Giovanni Battista Petrucci, arcivescovo cattolico italiano (Napoli - Caserta, † 1514)
- Giovanni Battista Rinuccini, arcivescovo cattolico e diplomatico italiano (Firenze, n. 1592 - Fermo, † 1653)
- Giovanni Battista Rivellini, arcivescovo cattolico italiano (Vitulano, n. 1732 - Brindisi, † 1795)
- Giovanni Battista Rosa, arcivescovo cattolico italiano (Sermide, n. 1867 - Perugia, † 1942)
- Giovanni Battista Scapinelli di Leguigno, arcivescovo cattolico e nobile italiano (Verolanuova, n. 1908 - † 1971)
- Giovanni Battista Stella, arcivescovo cattolico italiano (Modugno, n. 1660 - Taranto, † 1725)
- Giovanni Dellepiane, arcivescovo cattolico italiano (Montelungo di Bavari, n. 1889 - Vienna, † 1961)

## Artigiani(1)
- Giovanni Battista Giusti, artigiano italiano

## Artisti(2)
- Giovanni Battista Gianotti, artista, decoratore e designer italiano (Cirié, n. 1873 - † 1928)
- Giovanni Battista Podestà, artista italiano (Torre Pallavicina, n. 1895 - Laveno-Mombello, † 1976)

## Astrologi(1)
- Giovanni Battista Seni, astrologo italiano (Padova, n. 1600 - Genova, † 1656)

## Astronomi(1)
- Giovanni Battista Lacchini, astronomo italiano (Faenza, n. 1884 - Faenza, † 1967)

## Attori teatrali(4)
- Giovanni Battista Costantini, attore teatrale italiano (Verona, n. 1654 - La Rochelle, † 1720)
- Giovanni Battista Angelo Agostino Lolli, attore teatrale italiano (Bologna - Parigi, † 1702)
- Giovanni Battista Paghetti, attore teatrale italiano
- Giovanni Toselli, attore teatrale italiano (Cuneo, n. 1819 - Genova, † 1886)

## Aviatori(2)
- Giovanni Battista Boscutti, aviatore italiano (Sanguarzo di Cividale, n. 1912 - Correzzola, † 1944)
- Giovanni Battista Lucchini, aviatore e militare italiano (Caprino Veronese, n. 1903 - Gibilterra, † 1940)

## Avvocati(15)
- Giovanni Battista Adonnino, avvocato e politico italiano (Licata, n. 1889 - † 1973)
- Giovanni Battista Barinetti, avvocato italiano (Borghetto, n. 1849 - Milano, † 1942)
- Giovanni Battista Billia, avvocato e politico italiano (Codroipo, n. 1840 - Udine, † 1910)
- Giovanni Battista Boldrini, avvocato, politico e rivoluzionario italiano (Ferrara, n. 1766 - Ferrara, † 1836)
- Giovanni Battista De Nobili, avvocato e politico italiano (La Spezia, n. 1824 - La Spezia, † 1886)
- Giovanni Battista Gianquinto, avvocato, politico e partigiano italiano (Trapani, n. 1905 - Venezia, † 1987)
- Giovanni Battista Laderchi, avvocato italiano (Laderchio, n. 1538 - Modena, † 1618)
- Giovanni Battista Lucini, avvocato, letterato e librettista italiano (Ancona, n. 1639 - Roma, † 1709)
- Titta Madia, avvocato, politico e giornalista italiano (Petilia Policastro, n. 1894 - Roma, † 1976)
- Giovanni Battista Marziali, avvocato e prefetto italiano (Alberoro, n. 1895 - Firenze, † 1948)
- Giovanni Battista Monti, avvocato, politico e notaio svizzero (Balerna, n. 1781 - Balerna, † 1859)
- Giovanni Battista Morana, avvocato e politico italiano (Palermo, n. 1833 - Cairo, † 1900)
- Giovanni Battista Nicolini, avvocato, patriota e politico italiano (Brescia, n. 1794 - Brescia, † 1870)
- Giovanni Battista Paganuzzi, avvocato e politico italiano (Venezia, n. 1841 - Venezia, † 1923)
- Giovanni Battista Varè, avvocato, politico e patriota italiano (Venezia, n. 1817 - Roma, † 1884)

## Banchieri(3)
- Giovanni Bazoli, banchiere italiano (Brescia, n. 1932)
- Giovanni Battista Sacchetti, banchiere e mercante italiano (Firenze, n. 1540 - Roma, † 1620)
- Giovanni Tornabuoni, banchiere e mecenate italiano (Firenze, n. 1428 - Firenze, † 1497)

## Baritoni(1)
- Giovanni Battista Belletti, baritono italiano (Sarzana, n. 1813 - Sarzana, † 1890)

## Bassi(1)
- Giovanni Battista Zonca, basso italiano (Brescia, n. 1728 - Gambara, † 1809)

## Biologi(1)
- Giovanni Canestrini, biologo, naturalista e aracnologo italiano (Revò, n. 1835 - Padova, † 1900)

## Boia(1)
- Mastro Titta, boia italiano (Senigallia, n. 1779 - Roma, † 1869)

## Botanici(2)
- Giovanni Battista De Toni, botanico, medico e chimico italiano (Venezia, n. 1864 - Modena, † 1924)
- Giovanni Battista Traverso, botanico e micologo italiano (Pavia, n. 1878 - Pavia, † 1955)

## Burattinai(1)
- Giovanni Battista Sales, burattinaio italiano (Torino, n. 1773 - Torino, † 1849)

## Calciatori(10)
- Giovanni Battista Babboni, calciatore italiano
- Giovanni Battista Fracassetti, ex calciatore italiano (Ponte San Pietro, n. 1931)
- Giovanni Battista Piano, calciatore italiano
- Giovanni Ravelli, calciatore italiano
- Giovanni Battista Rebuffo, calciatore e allenatore di calcio italiano (Buenos Aires, n. 1899 - Novi Ligure, † 1966)
- Gianbattista Scugugia, ex calciatore italiano (Olbia, n. 1970)
- Giovanni Battista Traverso, calciatore e allenatore di calcio italiano (Genova, n. 1892)
- Giovanni Battista Vagge, calciatore, arbitro di calcio e giornalista italiano (Genova, n. 1886)
- Battista Vielmi, calciatore italiano (Brescia, n. 1884 - Brescia, † 1951)
- Giobatta Zoppelletto, ex calciatore italiano (Venezia, n. 1932)

## Cantanti lirici(1)
- Giovanni Battista Andreoni, cantante lirico italiano (Lucca, n. 1720 - Lucca, † 1797)

## Cardinali(30)
- Giovanni Battista Altieri, cardinale e vescovo cattolico italiano (Roma, n. 1589 - Narni, † 1654)
- Giovanni Battista Altieri, cardinale e arcivescovo cattolico italiano (Roma, n. 1673 - Roma, † 1740)
- Giovanni Battista Barni, cardinale e arcivescovo cattolico italiano (Lodi, n. 1676 - Ferrara, † 1754)
- Giovanni Battista Bussi de Pretis, cardinale e vescovo cattolico italiano (Urbino, n. 1721 - Jesi, † 1800)
- Giovanni Battista Bussi, cardinale e arcivescovo cattolico italiano (Viterbo, n. 1656 - Roma, † 1726)
- Giovanni Battista Bussi, cardinale e arcivescovo cattolico italiano (Viterbo, n. 1755 - Benevento, † 1844)
- Giovanni Battista Caprara Montecuccoli, cardinale, arcivescovo cattolico e diplomatico italiano (Bologna, n. 1733 - Parigi, † 1810)
- Giovanni Battista Casali del Drago, cardinale e patriarca cattolico italiano (Roma, n. 1838 - Roma, † 1908)
- Giovanni Battista Castrucci, cardinale e arcivescovo cattolico italiano (Lucca, n. 1541 - Lucca, † 1595)
- Giovanni Battista Cicala, cardinale e vescovo cattolico italiano (Genova, n. 1510 - Roma, † 1570)
- Giovanni Battista Ghislieri, cardinale italiano (Roma, n. 1491 - Roma, † 1559)
- Giovanni Battista Costaguti, cardinale italiano (Roma, n. 1636 - Roma, † 1704)
- Giovanni Battista Deti, cardinale e vescovo cattolico italiano (Ferrara, n. 1580 - Roma, † 1630)
- Giovanni Battista Ferrari, cardinale e arcivescovo cattolico italiano (Modena - Roma, † 1502)
- Giovanni Battista Lugari, cardinale italiano (Roma, n. 1846 - Roma, † 1914)
- Giovanni Battista Mellini, cardinale e vescovo cattolico italiano (Roma, n. 1405 - Roma, † 1478)
- Giovanni Battista Mesmer, cardinale italiano (Milano, n. 1671 - Roma, † 1760)
- Giovanni Battista Nasalli Rocca di Corneliano, cardinale e arcivescovo cattolico italiano (Piacenza, n. 1872 - Bologna, † 1952)
- Giovanni Battista Orsini, cardinale e vescovo cattolico italiano (Roma - Roma, † 1503)
- Giovanni Battista Pallavicini, cardinale e vescovo cattolico italiano (Genova, n. 1480 - Roma, † 1524)
- Giovanni Battista Maria Pallotta, cardinale italiano (Caldarola, n. 1594 - Roma, † 1668)
- Giovanni Battista Quarantotti, cardinale italiano (Roma, n. 1733 - Roma, † 1820)
- Giovanni Battista Re, cardinale e arcivescovo cattolico italiano (Borno, n. 1934)
- Giovanni Battista Rezzonico, cardinale italiano (Venezia, n. 1740 - Roma, † 1783)
- Giovanni Battista Salerni, cardinale italiano (Cosenza, n. 1671 - Roma, † 1729)
- Giovanni Battista Savelli, cardinale italiano (Roma - Castel Gandolfo, † 1498)
- Giovanni Battista Spinola, cardinale e vescovo cattolico italiano (Genova, n. 1681 - Albano, † 1752)
- Giovanni Battista Tolomei, cardinale, filosofo e teologo italiano (Pistoia, n. 1653 - Roma, † 1726)
- Giovanni Battista Zauli, cardinale italiano (Faenza, n. 1743 - Roma, † 1819)
- Giovanni Battista Zeno, cardinale italiano (Venezia - Padova, † 1501)

## Castrati(2)
- Giovanni Battista Mancini, cantante castrato italiano (Ascoli Piceno, n. 1714 - Vienna, † 1800)
- Giovanni Battista Velluti, cantante castrato italiano (Montolmo, n. 1780 - Sambruson, † 1861)

## Chimici(3)
- Giovanni Battista Bonino, chimico italiano (Genova, n. 1899 - Genova, † 1985)
- Giovanni Battista Marini Bettolo Marconi, chimico italiano (Roma, n. 1915 - Roma, † 1996)
- Giovanni Battista Schiapparelli, chimico e farmacista italiano (Occhieppo Inferiore, n. 1795 - Gassino Torinese, † 1863)

## Chirurghi(1)
- Giovanni Battista Monteggia, chirurgo italiano (Laveno, n. 1762 - Milano, † 1815)

## Ciclisti su strada(1)
- Battista Visconti, ciclista su strada italiano (Orino, n. 1905 - Verbania, † 1982)

## Compositori(25)
- Giovanni Battista Benzoni, compositore italiano (Lodi - Piacenza, † 1744)
- Giovanni Battista Borghi, compositore italiano (Camerino, n. 1738 - Loreto, † 1796)
- Giovanni Battista Candotti, compositore, organista e presbitero italiano (Codroipo, n. 1809 - Cividale del Friuli, † 1876)
- Giovanni Battista Casali, compositore italiano (Roma, n. 1715 - Roma, † 1792)
- Giovanni Battista Cervellini, compositore e organista italiano (Ceneda, n. 1735 - † 1801)
- Giovanni Battista Costanzi, compositore e violoncellista italiano (Roma, n. 1704 - Roma, † 1778)
- Giovanni Battista Dalla Gostena, compositore, liutista e presbitero italiano (Voltri - Genova, † 1598)
- Giovanni Battista Draghi, compositore e organista italiano (Rimini - Londra, † 1708)
- Giovanni Battista Pergolesi, compositore, organista e violinista italiano (Jesi, n. 1710 - Pozzuoli, † 1736)
- Giovanni Battista Ferrandini, compositore italiano (Venezia - Monaco di Baviera, † 1791)
- Giovanni Battista Fontana, compositore e violinista italiano (Brescia, n. 1589 - Padova, † 1630)
- Giovanni Battista Gervasio, compositore italiano (Napoli, n. 1725 - Grenoble, † 1785)
- Giovanni Battista Gordigiani, compositore e baritono italiano (Mantova, n. 1795 - Praga, † 1871)
- Giovanni Battista Grazioli, compositore e organista italiano (Bogliaco, n. 1746 - Venezia, † 1820)
- Giovanni Battista Lampugnani, compositore e clavicembalista italiano (Milano - Milano, † 1788)
- Giovanni Battista Mariani, compositore italiano (Fossombrone - Roma)
- Giovanni Battista Mele, compositore italiano (Napoli - forse ivi)
- Giovanni Battista Mosto, compositore italiano (Udine - Alba Iulia, † 1596)
- Giovanni Battista Pattoni, compositore italiano (Mantova - Mantova, † 1773)
- Giovanni Battista Pescetti, compositore e organista italiano (Venezia - Venezia, † 1766)
- Giovanni Battista Sammartini, compositore e organista italiano (Milano - Milano, † 1775)
- Giovanni Battista Trabattone, compositore italiano (Ivrea - † 1682)
- Giovanni Battista Vacchelli, compositore e organista italiano (Rubiera)
- Giovanni Battista Viotti, compositore e violinista italiano (Fontanetto Po, n. 1755 - Londra, † 1824)
- Giovanni Battista Vitali, compositore e violinista italiano (Bologna, n. 1632 - Modena, † 1692)

## Compositori di scacchi(1)
- Giovanni Battista Valle, compositore di scacchi e pittore italiano (La Spezia, n. 1843 - La Spezia, † 1905)

## Condottieri(3)
- Giambattista Castaldo, condottiero e nobile italiano (Nocera de' Pagani - Milano, † 1563)
- Giovanni Battista Lodron, condottiero italiano (n. 1480 - Casale Monferrato, † 1555)
- Giovanni Battista da Montesecco, condottiero italiano (Pergola - Firenze, † 1478)

## Diplomatici(3)
- Giovanni Battista Beverini, diplomatico e politico italiano (La Spezia, n. 1872 - Roma, † 1944)
- Giovanni Battista Guarnaschelli, diplomatico italiano (Palermo, n. 1892)
- Giovanni Battista Ramusio, diplomatico, geografo e umanista italiano (Treviso, n. 1485 - Padova, † 1557)

## Direttori d'orchestra(1)
- Giovanni Battista Rigon, direttore d'orchestra e pianista italiano (Vicenza, n. 1963)

## Direttori della fotografia(1)
- Giovanni Vitrotti, direttore della fotografia e regista cinematografico italiano (Torino, n. 1882 - Roma, † 1966)

## Dogi(14)
- Giovanni Battista Ayroli, doge (Genova, n. 1731 - Genova, † 1808)
- Giovanni Battista Cambiaso, doge (Genova, n. 1711 - Genova, † 1772)
- Giovanni Battista Cattaneo Della Volta, doge (Genova, n. 1638 - Genova, † 1721)
- Giovanni Battista Centurione, doge (Genova, n. 1603 - Genova, † 1692)
- Giovanni Battista Cicala Zoagli, doge (Genova, n. 1485 - Genova, † 1566)
- Giovanni Battista De Fornari, doge (Genova, n. 1484 - Anversa)
- Giovanni Battista Doria, doge (Genova, n. 1470 - Genova, † 1554)
- Giovanni Battista Durazzo, doge (Genova, n. 1565 - Genova, † 1642)
- Giovanni Battista Gentile Pignolo, doge (Genova, n. 1525 - Genova, † 1595)
- Giovanni Battista Grimaldi, doge (Genova, n. 1673 - Genova, † 1757)
- Giovanni Battista Lercari, doge (Genova, n. 1507 - Genova, † 1592)
- Giovanni Battista Lercari, doge (Genova, n. 1576 - Genova, † 1657)
- Giovanni Battista Lomellini, doge (Genova, n. 1594 - Genova, † 1674)
- Giovanni Battista Negrone, doge (Genova, n. 1714 - Genova, † 1771)

## Doppiatori(1)
- Gianni Gaude, doppiatore, direttore del doppiaggio e dialoghista italiano (Santena, n. 1956)

## Drammaturghi(2)
- Giovanni Battista Niccolini, drammaturgo italiano (San Giuliano Terme, n. 1782 - Firenze, † 1861)
- Giovanni Battista Pianelli, commediografo italiano (Roma - Roma)

## Economisti(1)
- Giambattista Vasco, economista, teologo e abate italiano (Mondovì, n. 1733 - Rocchetta Tanaro, † 1796)

## Editori(1)
- Giovanni Battista Ciotti, editore e tipografo italiano (Siena, n. 1560 - Palermo, † 1625)

## Esploratori(3)
- Giovanni Battista Belzoni, esploratore e ingegnere italiano (Padova, n. 1778 - Gwato, † 1823)
- Giovanni Battista Caviglia, esploratore e navigatore italiano (Genova, n. 1770 - Parigi, † 1845)
- Giovanni Battista Cerruti, esploratore italiano (Varazze, n. 1850 - Penang, † 1914)

## Fantini(1)
- Giovanni Battista Bianciardi, fantino italiano (Siena, n. 1745 - Siena, † 1810)

## Farmacisti(1)
- Giovanni Battista Zampironi, farmacista, chimico e inventore italiano (Venezia, n. 1836 - Orgnano, † 1906)

## Filologi(2)
- Egnazio, filologo italiano (Venezia, n. 1478 - Venezia, † 1553)
- Giovanni Battista Gallicciolli, filologo, ebraista e storico italiano (Venezia, n. 1733 - Venezia, † 1806)

## Filosofi(4)
- Giovanni Battista Della Porta, filosofo, alchimista e commediografo italiano (Vico Equense, n. 1535 - Napoli, † 1615)
- Giovanni Giraldi, filosofo e filologo italiano (Ventimiglia, n. 1915 - Milano, † 2014)
- Battista Mondin, filosofo e teologo italiano (Monte di Malo, n. 1926 - Parma, † 2015)
- Giovanni Battista Tuveri, filosofo, scrittore e politico italiano (Collinas, n. 1815 - Collinas, † 1887)

## Fisici(5)
- Giovanni Battista Bachelet, fisico e politico italiano (Roma, n. 1955)
- Giovanni Battista Libero Badarò, fisico, botanico e giornalista italiano (Laigueglia, n. 1798 - San Paolo, † 1830)
- Giovanni Battista Beccaria, fisico, matematico e monaco cristiano italiano (Mondovì, n. 1716 - Torino, † 1781)
- Giovanni Battista Guglielmini, fisico e religioso italiano (Bologna, n. 1760 - Bologna, † 1817)
- Giovanni Battista Venturi, fisico italiano (Bibbiano, n. 1746 - Reggio Emilia, † 1822)

## Fotografi(1)
- Giovanni Battista Unterveger, fotografo italiano (Trento, n. 1833 - Trento, † 1912)

## Francescani(4)
- Giovanni Battista Buonamente, francescano, compositore e violinista italiano (Mantova - Assisi, † 1642)
- Giovanni Battista Chiodini, francescano e scrittore italiano (Pollenza - † 1652)
- Giovanni Battista Fasolo, francescano, compositore e organista italiano (Asti - Palermo)
- Giovanni Battista Martini, francescano, compositore e teorico della musica italiano (Bologna, n. 1706 - Bologna, † 1784)

## Francesisti(1)
- Giovanni Bogliolo, francesista e traduttore italiano (Laigueglia, n. 1938 - Urbino, † 2019)

## Generali(16)
- Giovanni Ameglio, generale italiano (Palermo, n. 1854 - Roma, † 1921)
- Eusebio Bava, generale e politico italiano (Vercelli, n. 1790 - Torino, † 1854)
- Giovanni Battista Cagnol de la Chambre, generale italiano (Chambéry, n. 1756 - † 1833)
- Giovanni Battista Caracciolo di Vietri, generale e nobile italiano (San Vito degli Schiavi, n. 1762 - † 1825)
- Giovanni Battista Ceoletta, generale e aviatore italiano (Avesa, n. 1916 - † 1981)
- Giovanni Battista Chiossi, generale italiano (Domodossola, n. 1863 - Domodossola, † 1926)
- Giovanni Battista Ciocchi del Monte, generale e nobile italiano (Stato della Chiesa, n. 1518 - Mirandola, † 1552)
- Giovanni Battista Bernardino Ciravegna, generale italiano (Narzole, n. 1774 - Montpellier, † 1831)
- Giambattista Fardella, generale e collezionista d'arte italiano (Trapani, n. 1762 - Napoli, † 1836)
- Giovanni Battista Federici, generale italiano (Genova, n. 1785 - † 1860)
- Giovanni Battista Marieni, generale italiano (Bergamo, n. 1858 - Bergamo, † 1933)
- Giovanni Battista Oxilia, generale italiano (Torino, n. 1887 - Grandola ed Uniti, † 1953)
- Giovanni Battista Raimondo, generale italiano (Rocchetta Nervina, n. 1863 - Firenze, † 1939)
- Giovanni Battista Zappi, generale italiano (Imola, n. 1816 - Firenze, † 1885)
- Giovanni Battista Zenati, generale italiano (Buttapietra, n. 1886)
- Giovanni Battista d'Ornano, generale francese (Sisteron, n. 1581 - Castello di Vincennes, † 1626)

## Geografi(3)
- Giovanni Battista Castiglioni, geografo italiano (Padova, n. 1931 - Padova, † 2018)
- Agostino Codazzi, geografo, cartografo e generale italiano (Lugo, n. 1793 - Espíritu Santo, † 1859)
- Giovanni Battista De Gasperi, geografo, geologo e speleologo italiano (Udine, n. 1892 - Altopiano di Folgaria, † 1916)

## Gesuiti(7)
- Giovanni Battista Eliano, gesuita, teologo e orientalista italiano (Roma, n. 1530 - Roma, † 1589)
- Giovanni Battista Ferrari, gesuita, botanico e orientalista italiano (Siena, n. 1584 - Siena, † 1655)
- Giovanni Battista Giattini, gesuita, filologo e linguista italiano (Palermo, n. 1601 - Roma, † 1672)
- Giovanni Battista Noghera, gesuita, scrittore e retore italiano (Albosaggia, n. 1719 - Albosaggia, † 1784)
- Giovanni Battista Pianciani, gesuita italiano (Spoleto, n. 1784 - Roma, † 1862)
- Giovanni Riccioli, gesuita e astronomo italiano (Ferrara, n. 1598 - Bologna, † 1671)
- Giovanni Battista Zupi, gesuita, astronomo e matematico italiano (Catanzaro, n. 1589 - Napoli, † 1667)

## Giornalisti(3)
- Giovanni Battista Alessandri, giornalista, prefetto e politico italiano (Lanciano, n. 1904 - Viareggio, † 1969)
- Giovanni Battista Angioletti, giornalista e scrittore italiano (Milano, n. 1896 - Santa Maria la Bruna, † 1961)
- Giovanni Battista Cuneo, giornalista, politico e patriota italiano (Oneglia, n. 1809 - Firenze, † 1875)

## Giuristi(12)
- Giovanni Battista Asini, giurista italiano (Firenze - Firenze, † 1585)
- Giovanni Battista Bilesimo, giurista e teologo italiano (Fonzaso, n. 1716 - Venezia, † 1799)
- Giovanni Battista Caccialupi, giurista italiano (San Severino Marche, n. 1420 - Roma, † 1496)
- Giovanni Battista Cassinis, giurista e politico italiano (Masserano, n. 1806 - Torino, † 1866)
- Giovanni Cicogna, giurista e politico italiano (Treviso, n. 1877 - Paderno, † 1948)
- Giovanni Conso, giurista italiano (Torino, n. 1922 - Roma, † 2015)
- Giovanni Battista De Luca, giurista e cardinale italiano (Venosa, n. 1614 - Roma, † 1683)
- Giovanni Battista Funaioli, giurista italiano (Siena, n. 1891 - Pisa, † 1959)
- Giovanni Battista Giorgini, giurista e politico italiano (Lucca, n. 1818 - Montignoso, † 1908)
- Giovan Battista Odierna, giurista italiano (Napoli, n. 1602 - Napoli, † 1678)
- Giovanni Battista Scuro, giurista e poeta italiano (Crotone - Crotone)
- Giovanni Battista Ziletti, giurista e scrittore italiano (Venezia)

## Glottologi(1)
- Giovanni Battista Corgnali, glottologo e bibliotecario italiano (Reana del Rojale, n. 1887 - Udine, † 1956)

## Imprenditori(14)
- Giovanni Battista Ansoldi, imprenditore e produttore discografico italiano (Milano, n. 1916 - Milano, † 1979)
- Giovanni Battista Berisso, imprenditore italiano (Lavagna, n. 1834 - Buenos Aires, † 1893)
- Giovanni Battista Bibolini, imprenditore, armatore e dirigente sportivo italiano (Lerici, n. 1875 - Lerici, † 1955)
- Giovanni Battista Bottaini, imprenditore, funzionario e politico italiano (Lovere, n. 1772 - † 1840)
- Giovanni Battista Camozzi Vertova, imprenditore, funzionario e politico italiano (Bergamo, n. 1818 - Costa di Mezzate, † 1906)
- Giovanni Battista Ceirano, imprenditore italiano (Cuneo, n. 1860 - Torino, † 1912)
- Battista Farina, imprenditore e carrozziere italiano (Cortanze, n. 1893 - Losanna, † 1966)
- Giovanni Battista Gallini, imprenditore e politico italiano (Voghera, n. 1788 - Torino, † 1848)
- Giovanni Battista Giorgini, imprenditore italiano (Forte dei Marmi, n. 1898 - Firenze, † 1971)
- Giovanni Battista Imberti, imprenditore e politico italiano (Racconigi, n. 1880 - Racconigi, † 1955)
- Giovanni Battista Meneghini, imprenditore italiano (Ronco all'Adige, n. 1895 - Desenzano del Garda, † 1981)
- Giovanni Battista Piazzoni, imprenditore e politico italiano (Bergamo, n. 1805 - Villa d'Adda, † 1881)
- Giovanni Battista Pirelli, imprenditore, ingegnere e politico italiano (Varenna, n. 1848 - Milano, † 1932)
- Giovanni Battista Sella, imprenditore e politico italiano (Valle Mosso Superiore, n. 1788 - Mosso Santa Maria, † 1878)

## Impresari teatrali(1)
- Giovanni Battista Locatelli, impresario teatrale e librettista italiano (Milano, n. 1713 - San Pietroburgo)

## Incisori(8)
- Giovanni Battista Balestra, incisore italiano (Bassano del Grappa, n. 1774 - Roma, † 1842)
- Giovanni Battista Betti, incisore italiano (Firenze)
- Giovanni Battista Bracelli, incisore e pittore italiano (Firenze)
- Giovanni Battista Canossa, incisore e intagliatore italiano (Bologna, n. 1685 - Bologna, † 1747)
- Giovanni Battista Cecchi, incisore italiano (Firenze - Firenze)
- Giovanni Battista Falda, incisore italiano (Valduggia, n. 1643 - Roma, † 1678)
- Giovanni Battista Palumba, incisore italiano
- Giovanni Battista Piranesi, incisore e architetto italiano (Mogliano Veneto, n. 1720 - Roma, † 1778)

## Ingegneri(13)
- Giovanni Battista Amici, ingegnere, matematico e fisico italiano (Modena, n. 1786 - Firenze, † 1863)
- Giovanni Battista Antonelli, ingegnere militare italiano (Napoli, n. 1527 - Toledo, † 1588)
- Giovanni Battista Antonelli, ingegnere e economista italiano (San Miniato, n. 1858 - Cassano Spinola, † 1944)
- Giovanni Battista Bertoni, ingegnere e dirigente sportivo italiano
- Giovanni Boldrini, ingegnere, cartografo e politico italiano
- Giovanni Battista Caproni, ingegnere aeronautico, imprenditore e pioniere dell'aviazione italiano (Massone, n. 1886 - Roma, † 1957)
- Giovanni Battista Cerletti, ingegnere e enologo italiano (Chiavenna, n. 1846 - Chiavenna, † 1906)
- Giovanni Battista Josti, ingegnere e politico italiano (Mortara, n. 1799 - Torino, † 1853)
- Giovanni Battista Milani, ingegnere e architetto italiano (Roma, n. 1876 - Roma, † 1940)
- Giovanni Battista Nolli, ingegnere e architetto italiano (Castiglione d'Intelvi, n. 1701 - Roma, † 1756)
- Giovanni Battista Piatti, ingegnere italiano (Milano, n. 1813 - Milano, † 1867)
- Giovanni Battista Stracca, ingegnere italiano (Taranto, n. 1924 - † 2022)
- Giovanni Battista Zorzoli, ingegnere e autore televisivo italiano (Vigevano, n. 1932)

## Insegnanti(1)
- Giovanni Battista Delponte, docente, medico e botanico italiano (Mombaruzzo, n. 1812 - Mombaruzzo, † 1884)

## Intagliatori(2)
- Giovanni Battista Barilli, intagliatore e scultore italiano (Como, n. 1666 - Castiglione delle Stiviere, † 1726)
- Giovanni Battista De Lotto, intagliatore italiano (San Vito di Cadore, n. 1841 - San Vito di Cadore, † 1924)

## Inventori(3)
- Giovan Battista Embriaco, inventore italiano (Ceriana, n. 1829 - Roma, † 1903)
- Giovanni Battista Marzi, inventore italiano (Tarquinia, n. 1857 - Roma, † 1928)
- Giovanni Battista Rodella, inventore italiano (Venezia, n. 1749 - Padova, † 1834)

## Islamisti(1)
- Giovanni Battista Rampoldi, islamista, pedagogista e geografo italiano (Uboldo, n. 1761 - Milano, † 1836)

## Latinisti(2)
- Giovanni Battista Gandino, latinista italiano (Bra, n. 1827 - Bologna, † 1905)
- Giovanni Battista Pighi, latinista e poeta italiano (Verona, n. 1898 - Verona, † 1978)

## Letterati(6)
- Giovanni Battista Bada, letterato italiano (Portobuffolé - Venezia)
- Giambattista Basile, letterato e scrittore italiano (Napoli, n. 1583 - Giugliano in Campania, † 1632)
- Giovanni Battista Camozzi, letterato e filologo italiano (Asolo, n. 1515 - Roma, † 1581)
- Giovanni Battista De Cristoforis, letterato e scrittore italiano (Milano, n. 1785 - Milano, † 1838)
- Giovanni Battista Melzi, letterato e enciclopedista italiano (San Bartolomeo, n. 1844 - Milano, † 1911)
- Giambattista Palatino, letterato e calligrafo italiano (Rossano, n. 1515 - Napoli, † 1575)

## Librettisti(1)
- Giovanni Battista Lorenzi, librettista italiano (Conversano, n. 1721 - Napoli, † 1807)

## Liutai(2)
- Giovanni Battista Guadagnini, liutaio italiano (Bilegno di Borgonovo Val Tidone, n. 1711 - Torino, † 1786)
- Giovanni Battista Rogeri, liutaio italiano (Bologna, n. 1642 - † 1710)

## Lottatori(1)
- Battista Cardinale, lottatore italiano (Struppa, n. 1895 - Rapallo, † 1978)

## Magistrati(2)
- Giovanni Battista Nappi, magistrato italiano (Milano, n. 1800 - Milano, † 1871)
- Giovanni Battista Benedetti, magistrato italiano (Palmi, n. 1897)

## Matematici(6)
- Giovanni Battista Abioso, matematico, astronomo e medico italiano (Montella, n. 1453 - † 1523)
- Giovanni Battista Baliani, matematico e fisico italiano (Genova, n. 1582 - Genova, † 1666)
- Giovanni Battista Donati, matematico e astronomo italiano (Pisa, n. 1826 - Firenze, † 1873)
- Giovanni Battista Guccia, matematico italiano (Palermo, n. 1855 - Palermo, † 1914)
- Giovanni Battista Nicolai, matematico e presbitero italiano (Venezia, n. 1726 - Schio, † 1793)
- Giovanni Battista Pisani, matematico italiano (Genova)

## Medici(12)
- Giovanni Battista Borsieri, medico italiano (Civezzano, n. 1725 - Milano, † 1785)
- Giovanni Battista Cavallara, medico e letterato italiano (Mantova - Piubega, † 1587)
- Giovanni Battista Cortesi, medico italiano (Bologna - Reggio Calabria, † 1634)
- Giovanni Battista De Bonis, medico italiano (Pietragalla, n. 1699 - Molfetta, † 1772)
- Giovanni Battista Ercolani, medico, veterinario e politico italiano (Bologna, n. 1817 - Bologna, † 1883)
- Giovanni Battista Modio, medico, filosofo e scrittore italiano (Santa Severina - Roma, † 1560)
- Giovanni Battista Monte, medico e umanista italiano (Verona, n. 1489 - Padova, † 1551)
- Giovanni Battista Morgagni, medico, anatomista e patologo italiano (Forlì, n. 1682 - Padova, † 1771)
- Giovanni Battista Palletta, medico italiano (Montecrestese, n. 1748 - Milano, † 1832)
- Giovanni Battista Susio, medico e umanista italiano (Mirandola, n. 1519 - Mantova, † 1583)
- Giovanni Battista Ughetti, medico e scrittore italiano (Venaria Reale, n. 1852 - Catania, † 1930)
- Giovanni Battista da Vercelli, medico e chirurgo italiano (Vercelli - Roma, † 1516)

## Militari(26)
- Giovanni Battista Baldelli Boni, militare e letterato italiano (Cortona, n. 1766 - Siena, † 1831)
- Giovanni Battista Berghinz, ufficiale e partigiano italiano (Montecatini Terme, n. 1918 - Trieste, † 1944)
- Giovan Battista Brembati, militare italiano (Bergamo, n. 1509 - † 1573)
- Felice Brunetta d'Usseaux, militare italiano (Pinerolo, n. 1824 - Torino, † 1886)
- Giovanni Battista Cacherano di Bricherasio, militare italiano (Bricherasio, n. 1706 - Bricherasio, † 1782)
- Giovanni Battista Chiarlone, militare italiano (Cagna, n. 1821 - Corrientes, † 1866)
- Giovanni Battista D'Oncieu de La Bàtie, militare italiano (La Bâtie-Divisin, n. 1765 - La Bâtie-Divisin, † 1847)
- Giovanni Battista Dho, militare e politico italiano (Frabosa Soprana, n. 1870 - Roma, † 1941)
- Giovanni Battista Fabbio, militare italiano (La Maddalena, n. 1828 - Santa Teresa Gallura, † 1915)
- Giovanni Battista Fioretti, ufficiale italiano (Montepulciano, n. 1905 - Cefalonia, † 1943)
- Giovanni Battista Ghersi, militare e politico italiano (Forlì, n. 1861 - Reggio Emilia, † 1944)
- Giovanni Goiran, militare e politico italiano (Nizza, n. 1842 - Roma, † 1914)
- Giovanni Battista Grimani, militare italiano (Venezia - Dardanelli, † 1648)
- Giovanni Battista Janelli, militare e scrittore italiano (Parma, n. 1819 - Parma, † 1884)
- Giovanni Magistrini, militare e aviatore italiano (Maggiora, n. 1916 - Illescas, † 1937)
- Giovanni Battista Millelire, militare italiano (La Maddalena, n. 1803 - Genova, † 1891)
- Giovan Battista Pastine, militare italiano (La Spezia, n. 1874 - Gorizia, † 1916)
- Giovanni Rodeghiero, militare italiano (Asiago, n. 1863 - Conegliano, † 1915)
- Giovanni Battista Ruffini, militare e politico italiano (Modena, n. 1807 - Modena, † 1891)
- Giovanni Battista Salvatoni, militare italiano (Gandino, n. 1909 - Palacio Ibarra, † 1937)
- Giovanni Serpi, militare e politico italiano (Sardara, n. 1806 - Cagliari, † 1890)
- Giovanni Battista Egisto Sivelli, militare italiano (Genova, n. 1843 - Genova, † 1934)
- Giovanni Battista Tonini, militare e patriota italiano (Valfloriana, n. 1882 - Cembra, † 1916)
- Giovanni Battista Torre, militare e partigiano italiano (Sestri Ponente, n. 1911 - Genova, † 1944)
- Giovanni Battista Zanchi, militare, ingegnere e scrittore italiano (Pesaro, n. 1515 - † 1586)
- Giovanni Battista d'Embser, militare austriaco (Trieste, n. 1669 - Pizzighettone, † 1733)

## Mineralogisti(1)
- Giovanni Battista Traverso, mineralogista e paleontologo italiano (Genova, n. 1843 - Alba, † 1914)

## Miniatori(1)
- Giovanni Battista Cavalletto, miniatore, pittore e scultore italiano (Bologna - Bologna)

## Missionari(3)
- Giovanni Battista Cesana, missionario e vescovo cattolico italiano (Castello di Lecco, n. 1899 - Verona, † 1991)
- Giovanni Mazzucconi, missionario italiano (Lecco, n. 1826 - Woodlark, † 1855)
- Giovanni Battista Sidotti, missionario italiano (Palermo, n. 1668 - Tokyo, † 1714)

## Monaci cristiani(2)
- Giovanni Battista Audiffredi, monaco cristiano, bibliotecario e astronomo italiano (Saorgio, n. 1714 - Roma, † 1794)
- Giovanni Battista Folengo, monaco cristiano e teologo italiano (Mantova, n. 1490 - San Benedetto Po, † 1559)

## Musicisti(2)
- Giovanni Battista Lamperti, musicista italiano (n. 1839 - † 1910)
- Giovanni Battista Riccio, musicista e compositore italiano

## Musicologi(1)
- Giovanni Battista Dall'Olio, musicologo, liutaio e organista italiano (Sesso, n. 1739 - Modena, † 1823)

## Naturalisti(2)
- Florentino Ameghino, naturalista, zoologo e paleontologo argentino (Moneglia, n. 1853 - La Plata, † 1911)
- Giovan Battista Trionfetti, naturalista italiano (Bologna, n. 1656 - Roma, † 1708)

## Navigatori(1)
- Giovanni Battista Pastene, navigatore italiano (Pegli, n. 1507 - Santiago del Cile, † 1582)

## Nobili(25)
- Giovanni Battista de Tassis, nobile (Camerata Cornello, n. 1470 - Ratisbona, † 1541)
- Giovanni Battista Giuseppe Albrizzi, nobile italiano (Padova, n. 1799 - † 1860)
- Giovanni Battista VI Giuseppe Albrizzi, nobile italiano (n. 1750 - † 1812)
- Giovanni Battista Baldetti, nobile, politico e militare italiano (Crotone, n. 1766 - Siena, † 1831)
- Giovanni Battista Bianco, nobile italiano
- Giovanni Battista Boiardo, nobile (n. 1503 - † 1528)
- Giovanni Battista Borghese, nobile italiano (Roma, n. 1639 - Roma, † 1717)
- Giovanni Battista Caccia, nobile italiano (Vaprio d'Agogna, n. 1571 - Milano, † 1609)
- Giovanni Battista Cantone, nobile e magistrato italiano (n. 1589 - Madrid, † 1655)
- Giovanni Battista Ceschi a Santa Croce, nobile italiano (Trento, n. 1827 - Roma, † 1905)
- Giovanni Battista De Mari, nobile (Genova, n. 1686 - Reggio Emilia, † 1781)
- Giovanni Battista Giovio, nobile e letterato italiano (Como, n. 1748 - Como, † 1814)
- Giovanni Battista I Ludovisi, nobile italiano (n. 1647 - Roma, † 1699)
- Giovanni Battista Manso, nobile, scrittore e poeta italiano (Napoli, n. 1569 - Napoli, † 1645)
- Giovanni Battista Manzini, nobile, letterato e romanziere italiano (Bologna, n. 1599 - Bologna, † 1664)
- Giovanni Battista Montecuccoli-Laderchi, nobile e diplomatico italiano (Bologna, n. 1624 - Modena, † 1688)
- Giovanni Battista Negrone, I conte di Monterubiaglio, nobile, alchimista e filosofo italiano (Orvieto, n. 1647 - Orvieto, † 1730)
- Giovanni Battista Orsini, nobile italiano (Rodi, † 1476)
- Giambattista Ripa Buschetti di Giaglione, nobile italiano (Torino, n. 1672 - Torino, † 1737)
- Giovanni Battista Rospigliosi, I principe Rospigliosi, nobile italiano (Pistoia, n. 1646 - Roma, † 1722)
- Giovanni Battista Rospigliosi, IV principe Rospigliosi, nobile italiano (Roma, n. 1726 - Roma, † 1784)
- Giovanni Battista Sacchetti, II marchese di Castel Rigattini, nobile italiano (Firenze, n. 1639 - Roma, † 1688)
- Giovanni Battista Sacchetti, II marchese di Castelromano, nobile italiano (Roma, n. 1708 - Roma, † 1759)
- Giovanni Battista Trotti, nobile, politico e giurista italiano (Milano, n. 1569 - Milano, † 1640)
- Giovanni d'Asburgo-Lorena, nobile e politico austriaco (Firenze, n. 1782 - Graz, † 1859)

## Notai(1)
- Giovanni Battista Rocci, notaio italiano (Chiusa di San Michele, n. 1799 - Almese, † 1872)

## Oculisti(1)
- Giovanni Battista Quadri, oculista italiano (Vicenza, n. 1780 - Napoli, † 1851)

## Operai(2)
- Giovanni Domaschi, operaio italiano (Verona, n. 1891 - Dachau, † 1945)
- Giovanni Battista Gardoncini, operaio italiano (Inzino, n. 1895 - Torino, † 1944)

## Organari(5)
- Giovanni Battista Bima, organaro italiano (n. 1739)
- Giovanni Battista Biroldi, organaro italiano (Mergozzo, n. 1712 - Varese, † 1792)
- Giovanni Battista De Lorenzi, organaro italiano (Schio, n. 1806 - Venezia, † 1883)
- Giovanni Battista Dessiglioli, organaro italiano (San Bartolomeo del Cervo, n. 1849 - Savona, † 1909)
- Giovanni Battista Fachetti, organaro italiano (Brescia)

## Organisti(6)
- Giovanni Battista Ala, organista e compositore italiano (Monza)
- Giovanni Battista Bassani, organista, violinista e compositore italiano (Bergamo, † 1716)
- Giovanni Battista Campodonico, organista, compositore e presbitero italiano (Lavagna, n. 1892 - Chiavari, † 1958)
- Giovanni Battista Cossetti, organista, compositore e direttore di banda italiano (Tolmezzo, n. 1863 - Chions, † 1955)
- Giovanni Battista Ferrini, organista, clavicembalista e compositore italiano (Roma - Roma, † 1674)
- Giovanni Battista Grillo, organista e compositore italiano (Venezia, † 1622)

## Partigiani(1)
- Giovanni Palmieri, partigiano e antifascista italiano (Bologna, n. 1921 - Cà di Guzzo, † 1944)

## Patriarchi cattolici(1)
- Giovanni Giuseppe Canali, patriarca cattolico e arcivescovo cattolico italiano (Cesano, n. 1781 - Ferentino, † 1851)

## Patrioti(15)
- Giovanni Battista Basso, patriota e militare italiano (Nizza, n. 1824 - † 1884)
- Giovanni Battista Carta, patriota e rivoluzionario italiano (Modena, n. 1783 - Milano, † 1871)
- Giovanni Battista Cavedalis, patriota italiano (Spilimbergo, n. 1794 - Spilimbergo, † 1858)
- Giovanni Battista Cella, patriota italiano (Udine, n. 1837 - Udine, † 1879)
- Giovanni Battista Culiolo, patriota italiano (La Maddalena, n. 1813 - La Maddalena, † 1871)
- Giovanni Battista De Rolandis, patriota italiano (Castell'Alfero, n. 1774 - Bologna, † 1796)
- Giovan Battista Falcone, patriota italiano (Acri, n. 1834 - Sanza, † 1857)
- Giovanni Battista Fauché, patriota italiano (Venezia, n. 1815 - Venezia, † 1884)
- Giovanni Battista Fedolfi, patriota e musicista italiano (Montalcino, n. 1845 - Siena, † 1932)
- Giovanni Battista Lusiardi, patriota italiano (Acquanegra sul Chiese, n. 1831 - † 1871)
- Giovanni Battista Marin, patriota italiano (Conegliano, n. 1833 - Torino, † 1893)
- Giovanni Battista Monteverde, patriota e marinaio italiano (La Spezia, n. 1831 - Lerici, † 1897)
- Giambattista Pentasuglia, patriota e politico italiano (Matera, n. 1821 - Matera, † 1880)
- Giovanni Battista Spangher, patriota, politico e giudice italiano (Villesse, n. 1802 - Villesse, † 1852)
- Giovanni Battista Zitti, patriota italiano (Lovere, n. 1842 - Lovere, † 1904)

## Piloti automobilistici(1)
- Giovanni Battista Guidotti, pilota automobilistico e manager italiano (Bellagio, n. 1902 - Bellagio, † 1994)

## Poeti(8)
- Giovanni Battista Bilo, poeta e librettista italiano (Napoli, n. 1956 - Napoli, † 2009)
- Giovanni Battista Casti, poeta e librettista italiano (Acquapendente, n. 1724 - Parigi, † 1803)
- Giovanni Battista Iachini, poeta italiano (Velletri, n. 1860 - Velletri, † 1898)
- Giovanni Battista Lalli, poeta italiano (Norcia, n. 1572 - Norcia, † 1637)
- Giovanni Battista Marini, poeta italiano (Tarquinia, n. 1902 - Tarquinia, † 1980)
- Giovanni Battista Pastorini, poeta e presbitero italiano (Genova, n. 1650 - Genova, † 1732)
- Giovanni Battista Sicheri, poeta e patriota italiano (Stenico, n. 1825 - La Maddalena, † 1879)
- Giovanni Battista del Tufo, poeta italiano (Napoli, n. 1548 - Napoli)

## Poliziotti(1)
- Giovanni Battista Scapaccino, carabiniere italiano (Incisa Belbo, n. 1802 - Le Pont-de-Beauvoisin, † 1834)

## Presbiteri(13)
- Giovanni Battista Alfano, presbitero, vulcanologo e sismologo italiano (Napoli, n. 1878 - Napoli, † 1955)
- Gianni Baget Bozzo, presbitero, politico e scrittore italiano (Savona, n. 1925 - Genova, † 2009)
- Giovanni Battista Cotta, presbitero e scrittore italiano (Tenda, n. 1668 - San Dalmazzo di Tenda, † 1738)
- Giovan Battista Di Menna, presbitero e predicatore italiano (Agnone, n. 1804)
- Giovanni Battista Guzzetti, presbitero e teologo italiano (Turate, n. 1912 - Milano, † 1996)
- Giovanni Battista Hodierna, presbitero, astronomo e architetto italiano (Ragusa, n. 1597 - Palma di Montechiaro, † 1660)
- Giovanni Battista de La Salle, presbitero e pedagogista francese (Reims, n. 1651 - Rouen, † 1719)
- Giovanni Battista Manzella, presbitero e scrittore italiano (Soncino, n. 1855 - Sassari, † 1937)
- Giovan Battista Nicolosi, presbitero, geografo e cartografo italiano (Paternò, n. 1610 - Roma, † 1670)
- Giovanni Battista Piamarta, presbitero italiano (Brescia, n. 1841 - Remedello, † 1913)
- Giovanni Battista Quilici, presbitero italiano (Livorno, n. 1791 - Livorno, † 1844)
- Giovanni Battista Zannoni, presbitero, letterato e archeologo italiano (Firenze, n. 1774 - Firenze, † 1832)
- Giovanni Battista de' Rossi, presbitero italiano (Voltaggio, n. 1698 - Roma, † 1764)

## Principi(2)
- Giovanni Battista Pamphili, II principe di San Martino al Cimino e Valmontone, principe italiano (Roma, n. 1648 - Roma, † 1709)
- Giovanni Battista Tommasi, principe italiano (Cortona, n. 1731 - Catania, † 1805)

## Psichiatri(1)
- Giovanni Battista Pellizzi, psichiatra italiano (Reggio Emilia, n. 1865 - Pisa, † 1950)

## Pugili(2)
- Giambattista Capretti, pugile italiano (Rovato, n. 1946 - Azzate, † 2016)
- Giovanni Battista Zuddas, pugile italiano (Cagliari, n. 1928 - † 1996)

## Registi(1)
- Carlo Campogalliani, regista e attore italiano (Concordia, n. 1885 - Roma, † 1974)

## Religiosi(9)
- Giovanni Battista della Concezione, religioso spagnolo (Almodóvar del Campo, n. 1561 - Cordova, † 1613)
- Giovanni Battista Aguggiari, religioso italiano (Monza - † 1631)
- Giovanni Battista Cattaneo, religioso e astronomo italiano (Genova, † 1504)
- Giovanni Battista Ciughi, religioso e storico italiano (Prato, n. 1737 - Prato, † 1806)
- Giovanni Battista Pasinato, religioso, fisico e botanico italiano (San Martino di Lupari, n. 1739 - Padova, † 1800)
- Giovanni Battista Pigato, religioso e poeta italiano (Mason Vicentino, n. 1910 - Como, † 1976)
- Giovanni Battista Rossi, religioso italiano (Ravenna, n. 1507 - Roma, † 1578)
- Giovanni Battista Todescato, religioso italiano (Camisano Vicentino, n. 1929 - Roma, † 2016)
- Giovanni Battista de Miro, religioso e grecista italiano (Gragnano, n. 1656 - Napoli, † 1731)

## Sacerdoti(1)
- Giovanni Battista Gagliardo, sacerdote e agronomo italiano (Taranto, n. 1758)

## Schermidori(1)
- Giovanni Battista Breda, schermidore italiano (Melegnano, n. 1931 - † 1992)

## Scrittori(13)
- Giovanni B. Algieri, scrittore, regista e sceneggiatore italiano (Corigliano Calabro, n. 1989)
- Giovanni Battista Alton, scrittore austro-ungarico (Colfosco, n. 1845 - Rovereto, † 1900)
- Giovanni Battista Armenini, scrittore e pittore italiano (Faenza, n. 1530 - Faenza, † 1609)
- Giovanni Battista Biffi, scrittore italiano (Cremona, n. 1736 - Cremona, † 1807)
- Giovanni Battista Birelli, scrittore e alchimista italiano (Siena - Firenze, † 1619)
- Giovanni Battista Canepa, scrittore, antifascista e partigiano italiano (Chiavari, n. 1896 - Milazzo, † 1994)
- Giovanni Battista Cavalcaselle, scrittore, storico dell'arte e critico d'arte italiano (Legnago, n. 1819 - Roma, † 1897)
- Giovanni Battista Fassola, scrittore e storico italiano (Varallo, n. 1648 - Parigi, † 1713)
- Ottaviano Guasco, scrittore e traduttore italiano (Bricherasio, n. 1712 - Verona, † 1781)
- Giovanni La Cecilia, scrittore, politico e rivoluzionario italiano (Napoli, n. 1801 - Napoli, † 1880)
- Gianni Padoan, scrittore, ambientalista e etologo italiano (Velletri, n. 1927 - Lecco, † 1995)
- Giovanni Titta Rosa, scrittore e critico letterario italiano (Santa Maria del Ponte, n. 1891 - Milano, † 1972)
- Giambattista Verci, scrittore e storico italiano (Bassano del Grappa, n. 1739 - Rovigo, † 1795)

## Scultori(20)
- Giovanni Battista Albanese, scultore e architetto italiano (Vicenza, n. 1573 - Vicenza, † 1630)
- Giovanni Battista Amendola, scultore italiano (Sarno, n. 1848 - Napoli, † 1887)
- Giovanni Battista Bendazzoli, scultore italiano (Verona, n. 1739 - Thiene, † 1812)
- Giovanni Battista Bernero, scultore italiano (Cavallerleone, n. 1736 - Torino, † 1796)
- Giovanni Battista Bregno, scultore e architetto italiano (Osteno - Venezia, † 1523)
- Giovanni Battista Carboni, scultore e critico d'arte italiano (Brescia, n. 1729 - Brescia, † 1790)
- Giovanni Battista Casella "de Annibale", scultore e stuccatore svizzero (Carona, n. 1623 - Genova, † 1678)
- Giovanni Battista Casella "de Monora", scultore e stuccatore svizzero (Carona, † 1679)
- Giovanni Battista Cevasco, scultore italiano (Genova, n. 1817 - Genova, † 1891)
- Giovanni Battista Fattori, scultore italiano (n. 1696 - Trento, † 1776)
- Giovan Battista Foggini, scultore e architetto italiano (Firenze, n. 1652 - Firenze, † 1725)
- Groppelli, scultore italiano (Venezia - Venezia, † 1714)
- Giovanni Battista Lombardi, scultore italiano (Rezzato, n. 1822 - Brescia, † 1880)
- Battista Lorenzi, scultore italiano (Settignano - Pisa, † 1594)
- Giovanni Battista Maini, scultore italiano (Cassano Magnago, n. 1690 - Roma, † 1752)
- Giovanni Battista Mazzoleni, scultore italiano (Zogno, n. 1699 - Zogno, † 1769)
- Giovanni Battista Nini, scultore e medaglista italiano (Urbino, n. 1717 - Chaumont-sur-Loire, † 1786)
- Giovanni Battista Piamontini, scultore italiano (Firenze, n. 1695 - Firenze, † 1762)
- Giovanni Battista Ragusa, scultore italiano (Palermo, † 1727)
- Giovanni Battista Tassara, scultore e patriota italiano (Genova, n. 1841 - Genova, † 1916)

## Sovrani(1)
- Gian Gastone de' Medici, sovrano italiano (Firenze, n. 1671 - Firenze, † 1737)

## Sportivi(1)
- Giovanni Battista Caneva, sportivo, sindacalista e politico italiano (Asiago, n. 1904 - Portoferraio, † 1947)

## Storici(12)
- Giovanni Battista Angelini, storico italiano (Strozza, n. 1690 - Bergamo, † 1767)
- Giovanni Battista Biancolini, storico italiano (Verona, n. 1697 - Verona, † 1780)
- Giovanni Battista Birago Avogadro, storico e giurista italiano (Genova, n. 1634 - Genova, † 1699)
- Giovanni Battista Brusin, storico e archeologo italiano (Aquileia, n. 1883 - Aquileia, † 1976)
- Giovanni Battista Caruso, storico italiano (Polizzi Generosa, n. 1673 - Polizzi Generosa, † 1724)
- Giovanni Battista Casali, storico e antiquario italiano (Roma, n. 1578 - Roma, † 1648)
- Giovanni Battista Fanucci, storico italiano (Pisa, n. 1756 - Pisa, † 1834)
- Giovanni Battista Grossi, storico e teologo italiano (Catania, n. 1605 - Catania, † 1666)
- Giovanni Battista Picotti, storico italiano (Verona, n. 1878 - Pisa, † 1970)
- Giovanni Battista Spotorno, storico e letterato italiano (Albisola Superiore, n. 1788 - Genova, † 1844)
- Giovanni Battista Visi, storico italiano (Mantova, n. 1737 - † 1784)
- Giovanni Battista di Nola Molisi, storico e scrittore italiano (Crotone - Crotone)

## Stuccatori(2)
- Giovanni Battista Carlone, stuccatore e scultore italiano (Scaria - Scaria)
- Giovanni Battista Staffieri, stuccatore e scultore svizzero (Bioggio, n. 1749 - Bioggio, † 1808)

## Tenori(3)
- Giovanni Battista De Negri, tenore italiano (Alessandria, n. 1851 - Torino, † 1924)
- Giovanni Battista Rubini, tenore italiano (Romano di Lombardia, n. 1794 - Romano di Lombardia, † 1854)
- Giovanni Battista Verger, tenore italiano (Roma, n. 1796)

## Teologi(4)
- Giovanni Franzoni, teologo e scrittore italiano (Varna, n. 1928 - Canneto Sabino, † 2017)
- Giovanni Battista Guadagnini, teologo italiano (Esine, n. 1723 - Cividate Camuno, † 1807)
- Giovanni Battista Lupi, teologo italiano
- Giovanni Battista Zandonella dell'Aquila, teologo e storico italiano (Dosoledo, n. 1767 - Padova, † 1836)

## Teorici della musica(1)
- Giovanni Battista Doni, teorico della musica italiano (Firenze, n. 1594 - Firenze, † 1647)

## Tipografi(1)
- Giovanni Battista Natolini, tipografo e scrittore italiano (San Daniele del Friuli, n. 1551 - Udine, † 1609)

## Umanisti(1)
- Giovanni Battista Castiglione, umanista italiano (Gassino, n. 1516 - Speen, † 1598)

## Velocisti(1)
- Giovanni Orlandi, velocista italiano (Milano, n. 1898 - † 1977)

## Vetrai(1)
- Giovanni Battista Bertini, vetraio e restauratore italiano (Milano, n. 1799 - Milano, † 1849)

## Violinisti(3)
- Giovanni Battista Polledro, violinista e compositore italiano (Piovà, n. 1781 - Asti, † 1853)
- Giovanni Battista Somis, violinista e compositore italiano (Torino, n. 1686 - Torino, † 1763)
- Giovanni Battista Vivaldi, violinista italiano (Brescia, n. 1655 - Venezia, † 1736)

## Violoncellisti(1)
- Giovanni Battista Cirri, violoncellista e compositore italiano (Forlì, n. 1724 - Forlì, † 1808)

## Senza attività specificata(1)
- Giovanni Battista Tasso,  italiano (Camerata Cornello - Venezia, † 1616)